# 枋腳
枋腳，舊稱楓仔腳，是新北市貢寮區的一個地名，位於該區西部偏南，地理上屬雙溪支流枋腳溪中游地區，範圍大致為吉林里西北部。

## 歷史
台灣清治末期，枋腳地區為一街庄，稱為「枋腳庄」，隸屬於三貂堡。該庄北與魚行庄為鄰，東及南與槓仔藔庄為鄰，西邊為丁仔蘭坑庄。
1901年（日治明治三十四年）11月，該庄隸屬於基隆廳，編入第十區。1905年（明治三十八年）7月，第十區、第十一區合併為「槓仔寮區」。1920年（大正九年），該庄改制並雅化為「枋腳」大字，隸屬於臺北州基隆郡貢寮庄。
戰後貢寮庄改制為貢寮鄉，隸屬於臺北縣，大字亦改制為村。2010年（民國99年）12月，臺北縣升格為新北市，貢寮鄉改制為貢寮區，村改制為里。